# Gisela Wurm

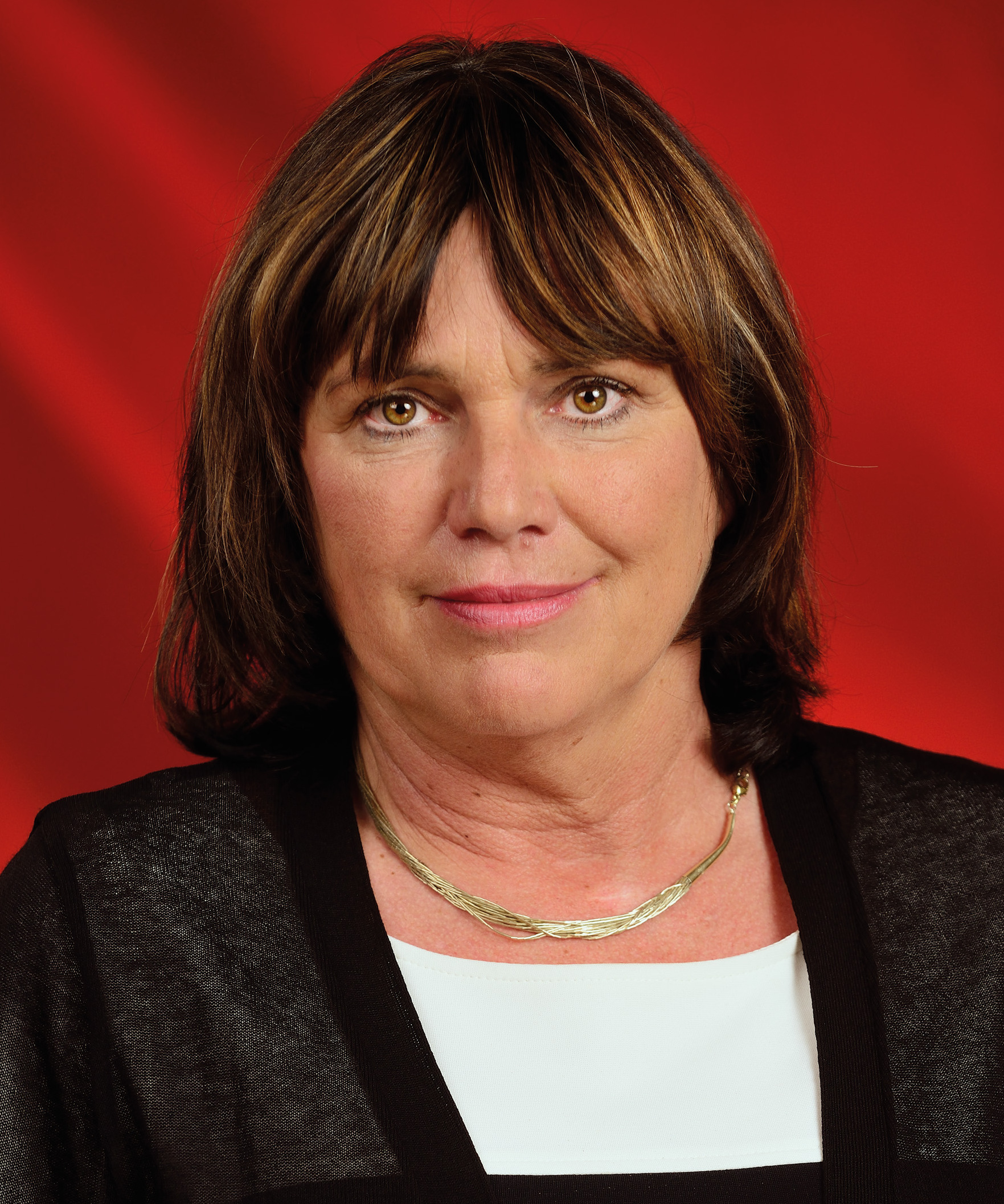
Gisela Wurm 2013

Gisela Wurm (* 31. Juli 1957 in Wörgl) ist eine österreichische Juristin, Politikerin (SPÖ). 1994 und von 1996 bis 2017 war sie Abgeordnete zum Österreichischen Nationalrat.

## Ausbildung und Beruf
Gisela Wurm besuchte zwischen 1963 und 1967 die Volksschule in Stumm im Zillertal und absolvierte danach die Hauptschule in Zell am Ziller. Nach dem Polytechnischen Lehrgang (1971/72) begann Wurm eine Lehre als Uhrmacherin in Karlstein an der Thaya, die sie 1976 abschloss. Sie arbeitete danach bis 1981 als Uhrmacherin und besuchte ab 1981 die Handelsakademie für Berufstätige in Innsbruck. Nach der Matura 1986 arbeitete Wurm bis 1987 als Landessekretärin der Jungen Generation der SPÖ Tirol und war danach bis 1996 als Landesfrauengeschäftsführerin der SPÖ Tirol tätig. Parallel hatte Wurm 1990 ein Studium der Rechtswissenschaften aufgenommen, dass sie 1996 mit dem Titel Mag. iur. abschloss. Zwischen 1997 und 1998 absolvierte sie ihr Rechtspraktikum am Landesgericht Innsbruck.

## Politische Laufbahn
Gisela Wurm hat zahlreiche parteiinterne Funktionen inne. So ist sie seit dem Jahr 2000 Bezirksfrauenvorsitzende der SPÖ Innsbruck-Stadt, Stellvertretende Stadtparteivorsitzende, Mitglied des Bundes-Frauenkomitees und Mitglied des Bundesparteivorstandes. Seit 2002 ist sie zudem Mitglied des Bundesparteipräsidiums der SPÖ und Stellvertretende Landesparteivorsitzende sowie seit 2006 Landesfrauenvorsitzende der SPÖ Tirol.
Wurm war zwischen dem 13. Juni und dem 6. November 1994 erstmals Abgeordnete zum Nationalrat und vertrat ab dem 15. Jänner 1996 bis zum 8. November 2017 die SPÖ ständig im Parlament. Sie hielt ein Mandat der Landesliste Tirol und war in der XXV. Gesetzgebungsperiode Obfrau des Gleichbehandlungsausschusses sowie Mitglied in den Ausschüssen Außenpolitik, Justiz und Kultur. Sie war seit 2002 Stellvertretende Klubvorsitzende der Sozialdemokratischen Parlamentsfraktion.

## Auszeichnungen
- 2005: Großes Silbernes Ehrenzeichen mit dem Stern für Verdienste um die Republik Österreich[1]